# Isleria
Isleria és un gènere d'ocells de la família dels tamnofílids (Thamnophilidae).

## Taxonomia
Segons la Classificació del Congrés Ornitològic Internacional (versió 10.2, 2020) aquest gènere està format per dues espècies:
- Isleria hauxwelli – formigueret de Hauxwell.
- Isleria guttata – formigueret ventre-rogenc.